# فسيفساء إغريقية
تم اكتشاف عدد وفير من الفسيفساء التي تعود لفترة الإغريقية من القرنين الخامس والرابع ق.م في أولينتوس ، كما وجاءت أمثلة مشابهة أيضا من اوليمبيا والإسكندرية ومقدونيا (في بالاتسيتا palatitsa وبيلا Pella]] حيث ولد الإسكندر الأكبر.

## طريقة صناعتها
وبالمقارنة مع فسيفساء العصور المتأخرة فإن الفسيفساء الإغريقية لم تصنع بطريقة المكعبات المقطوعة ولكن تم استعمال الحصى الطبيعي الأسود أو الأبيض أو ذو الألوان المتعددة ، أما المواضيع المستعملة فهي ذات المواضيع التي كانت تستعمل في أنواع الفنون الأخرى وهي الحيوانات والحيوانات الخرافية والمناظر الأسطورية ورسومات الأزهار.

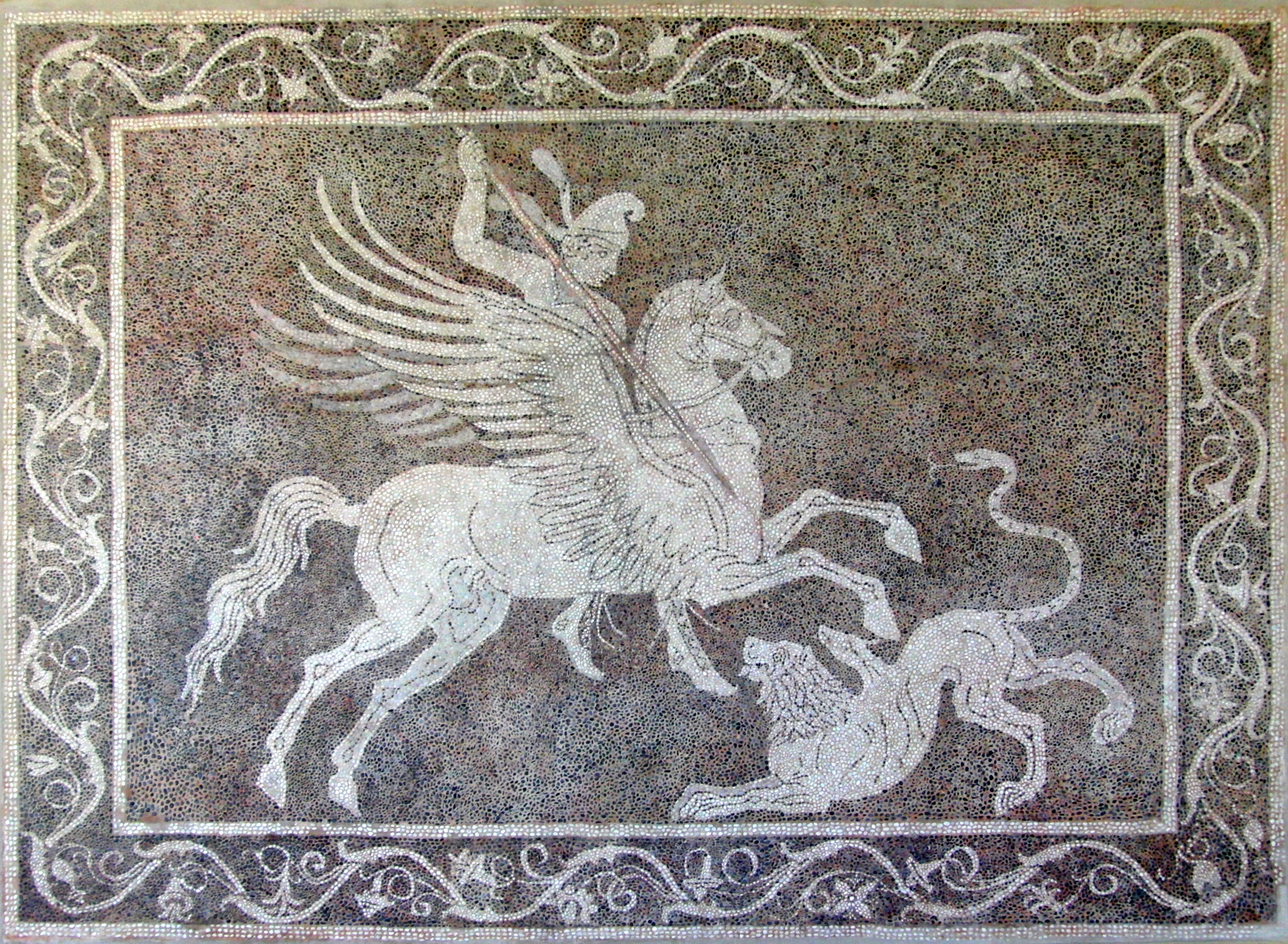
لوحة فسيفسائية تمثل نيريد نيريد وبيليرفون يطعن خيميرا برمحه وكلاهما من أولينتوس حيث تم إرجاعهما إلى النصف الأول من القرن الرابع ق.م.

كما ووجدت أمثلة مهمة في بيرجامون حيث احتلت الفسيفساء في تلك المدينة مكانة رفيعة من بين الفنون إذ شاع استخدامها على نطاق واسع في تكسية الأرضيات داخل الأبنية الكبيرة ، فإلى جانب الأشكال الهندسية المألوفة احتوت اللوحات الفسيفسائية على كثير من القصص الأسطوري والمناظر الطبيعية وأحداث الحياة اليومية. كما وثمة نسخ غير أـصلية من التصميمات الشهيرة التي صنعت في برجامون ووجدت في بومبي وفي مراكز أخرى تشير إلى أنها كانت تستعمل كنماذج احتذاها الرومان خلال القرنين التاليين. ووفقا لما رواه بيليني الأكبر فإن أشهر صناع الفسيفساء في العصور القديمة فنان يدعى سوسس ، والذي كان محور نشاطه وإنتاجه في برجامون وإليه ينسب تصميم مشهور لأرضية من الفسيفساء تكررت نسخها على مدى واسع في العصور الرومانية ، والتي تصور بقايا وليمة بما تحتوي من خضر وفواكه وسمك وإحدى عصي الطبول وبقايا دجاجة متناثرة فوق خلفية بيضاء ، فضلا عن لمسة شاذة أضيفت إلى اللوحة تمثل فأرا يأكل جوزة ، كما وعثر على لوحات فسيفساء بديعة تمثل أجمل نماذج الفن الإغريقي تغطي أرضيات قصر أيومينيس الثاني ومذبح برجامون من صنع الفنان هيفايستون الذي وقع عليها باسمه بوصفه فنانا ذو شهرة عظيمة.
ويبدو أن استعمال طريقة المكعبات قد جاءت من الشرق بعد فتوحات الإسكندر ، وقد عثر على نماذج هيلينستية في اولينتوس وديلوس وأماكن أخرى .
أما الانتشار الواسع للفسيفساء فقد كان في الفترة الرومانية حيث انتشرت عادة رصف أرضيات المنازل بالفسيفساء واكتشفت عدة أمثلة تتراوح من القرن الأول ق.م وحتى القرن الرابع ق.م في جميع أنحاء الإمبراطورية الرومانية .
وكما ذكرنا سابقا فإن الرسومات الملونة في العصر الروماني يحكم عليها بأنها نسخ لأصول إغريقية مشهورة .
بالإضافة إلى ما سبق تجدر الإشارة إلى اللوحات الصغيرة الموجودة في نابولي والتي وقع عليها ديوسكوريديس dioskourides والتي تصور موسيقى الشوارع وسيدات متقدمات في السن. ويعتقد أنها نسخ لأصول هلنستية استخدمت فيها حجارة متعددة الألوان ذات أحجام صغيرة مدهشة. وتدل فسيفساء تصور ديونيسوس يمتطي نمرا من ديلوس والعديد من فسيفساء انتيوخ أنطاكية (مدينة تاريخية) وشمال أفريقيا على الرابطة القوية بين الفسيفساء والرسوماتالملونة ، واستمر هذا الفن بالازدهار حتى القرن الرابع الميلادي (خاصة الأمثلة من بياتزا آرمينيا piazza armerina حيث تطور فن الفسيفساء في العصرين المسيحي والبيزنطي.